# London Borough of Newham
London Borough of Newham är en kommun (borough) i Storlondon, 10 km öster om centrala London. I området ingår West Ham, East Ham och North Woolwich.

## Demografi
Newham är det mest mångkulturella området i hela England. Ca 83% av befolkningen har utländsk bakgrund, främst Afrika, Sydasien, Karibien, Mellanöstern, Östeuropa och Sydamerika. Newham blev år 2001 den första brittiska kommun eller stadsdelsnämnd tillsammans med Brent där etniskt vita människor är i minoritet. Newham hade 246 200 invånare 2005.

## Distrikt
Distrikt som helt eller delvis ligger i Newham.
- Beckton
- Canning Town
- Custom House
- East Ham
- Forest Gate
- Little Ilford
- Manor Park
- Maryland
- North Woolwich
- Plaistow
- Stratford
- Silvertown
- Upton Park
- West Ham